# Castalius hesperis
Castalius hesperis är en fjärilsart som beskrevs av Lajos Vári 1976. Castalius hesperis ingår i släktet Castalius och familjen juvelvingar. Inga underarter finns listade i Catalogue of Life.